# Säntis
Il Säntis è una montagna delle Prealpi Svizzere alta 2.502 m s.l.m.

## Descrizione
Si trova sul confine di tre cantoni:
- Canton Appenzello Interno - Distretto di Schwende
- Canton Appenzello Esterno - Comune di Hundwil
- Canton San Gallo - Comune di Wildhaus-Alt Sankt Johann - Distretto di Toggenburg.

Costituisce il punto più elevato dell'Appenzello Interno e dell'Appenzello Esterno. Sul Säntis si trovano due piccoli ghiacciai: il Blau Schnee e il Gross Schnee.
Dalla cima di questo monte è possibile vedere ben 6 Paesi: Svizzera, Germania, Liechtenstein, Austria, Francia e Italia.
È possibile raggiungere la cima di questo monte tramite una funivia, rinnovata nel 2000 dalla località di Schwägalp. Questa funivia è lunga 2307 metri e copre un dislivello di 1123 metri.

## Storia
Durante la Repubblica Elvetica, tra il 1798 e il 1803 questo monte diede nome anche all'allora Cantone chiamato appunto Canton Säntis.

## Stazione meteorologica
Nel 1882, sulla cima di questo monte è stata costruita una stazione meteorologica che è oggi la stazione di riferimento delle Alpi.